# Giason Denores
Giason Denores, o Giasone De Nores, o anche Iason de Nores (Nicosia, circa 1530 – Padova, 1590), è stato un letterato italiano di origine cipriota, docente di filosofia morale all'Università di Padova.

## Biografia
Nato a Nicosia da una ricca e nobile famiglia, forse di origine normanna, intorno al 1530, alla fine degli anni quaranta si trasferì in Italia per compiere gli studi universitari a Padova . Nel suo soggiorno padovano ebbe modo di seguire le lezioni dell'umanista Trifone Gabriel, del quale divenne amico, e del filosofo Sperone Speroni.
Conclusi gli studi poco prima del 1553, nello stesso anno tornò a Cipro ove rimase per circa diciassette anni, senza che ci siano pervenute notizie di sue eventuali attività letterarie. Nel 1570, con l'invasione ottomana dell'isola, condotta dal nuovo sultano Selim II figlio di Solimano il Magnifico, Denores fu costretto, come altri suoi connazionali, a fuggire per cercare rifugio nella Repubblica di Venezia ove riuscì ad inserirsi, in qualità di precettore, nell'ambiente delle famiglie aristocratiche. Divenuto membro dell'Accademia dei Pellegrini, alla fine del 1573 era lettore di retorica a Padova.
Nel 1578 perorò la causa dei rifugiati ciprioti indirizzando lo scritto Oratione di Iason Denores al serenissimo principe di Venetia... al nuovo doge Sebastiano Venier, che era stato provveditore generale di Cipro e uno dei protagonisti della battaglia di Lepanto. L'Orazione fu bene accolta: ai ciprioti fu concesso il diritto di stabilirsi nella città di Pola e Denores ottenne la cattedra di filosofia morale all'Università di Padova, succedendo a Francesco Robortello, incarico che mantenne sino al 1590, anno della sua morte.
Piuttosto varia è la sua produzione letteraria: accanto a testi di riflessione filosofica e letteraria compaiono anche opere di geografia, astronomia e politica, espressione di una cultura sempre ossequiente al governo della Serenissima che lo aveva accolto (un esempio significativo della sua adesione ai valori della società veneziana è contenuto nella sua ultima opera Panegirico di Iason de Nores in laude della Serenissima Republica di Venetia), controriformista e formata ai canoni dell'aristotelismo.
Negli ultimi anni della sua vita, Denores partecipò alla polemica, esprimendosi in termini negativi, sul Pastor fido del Guarini, un dramma pastorale, composto tra il 1583 e il 1587 e pubblicato nel 1590. L'opera, nella quale si mescolano contenuti tragici e comici, a parere di Denores, non rispettava i precetti estetici esposti nella Poetica di Aristotele sull'unità dell'opera d'arte.

## Opere

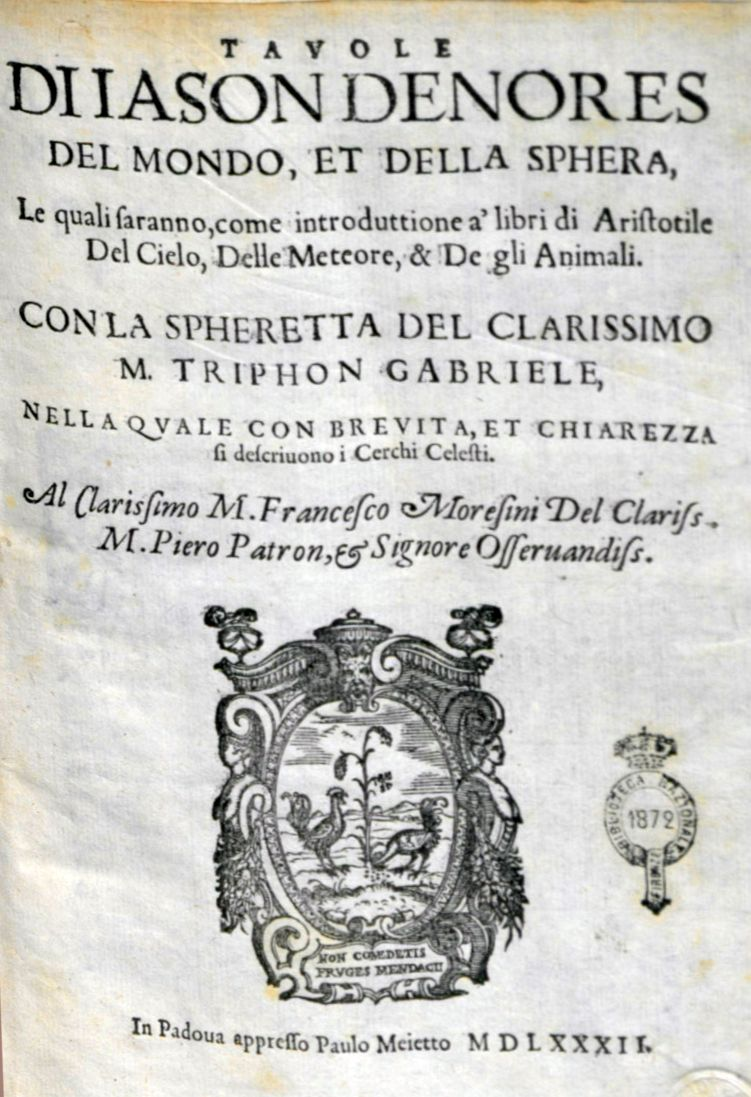
Tavole del mondo et della sphera, 1582

- In Epistolam Q. Horatij Flacci de arte poetica Iasonis de Nores Ciprij ex quotidianis Tryphonis Cabrielij sermonibus interpretatio. Eiusdem Breuis, et distincta summa praeceptorum de arte dicendi ex tribus Ciceronis libris de oratore collecta, Venetiis, apud Andream Arriuabenum, 1553.
- Breve trattato del mondo, et delle sue parti, semplici, et miste, con molte altre considerationi, che di grado in grado saranno più notabili, & più degne di cognitione, di Jason Denores ..., In Venetia, appresso Andrea Muschio, 1571.
- Breve trattato dell'oratore di m. Iason Denores alla studiosa, et valorosa giouentù de' Nobili della illustrissima Republica Vinitiana. Discorso del medesimo intorno alla distintione, deffinitione, & divisione della rhetorica in più tavole poi a maggior facilità ordinatamente compartito ..., In Padova, appresso Simon Galignani, 1574.
- Breve institutione dell'ottima republica di Iason Denores, raccolta in gran parte da tutta la Philosophia humana di Aristotile, quasi come una certa introduttione dell'Ethica, Politica, & Economica ... Introdutione del medesimo ridotta poi in alcune tavole sopra i tre libri della Rhetorica d'Aristotile ..., In Venetia, appresso Paolo Megietti, 1578.
- Oratione di Iason Denores al sereniss. principe di Venetia Sebastian Veniero, per nome di quei gentil'huomini del Regno di Cipro, che dopo la perdita della patria si trovarono presenti nel tempo della sua feliciss. creatione: Ove da parte di tutti brevemente si rallegra con Sua Serenità, dimostra la loro fedeltà, & devotione verso la sua Republica ... & finalmente dimanda qualche aiuto per sovvenimento delle loro calamità, In Padova, Paolo Meietti, per Lorenzo Pasquati, 1578.
- In M. Tullij Ciceronis universam philosophiam de vita, et moribus, ad illustrissimos, & sapientissimos Patavinæ academiæ moderatores, ... Iasonis Denores brevis, & distincta institutio, Patavij, apud Paulum Meietum, 1581.
- Tavole di Iason Denores del mondo, et della sphera, le quali saranno, come introduttione a' libri di Aristotile del cielo, delle meteore, & de gli animali. Con la spheretta del clarissimo m. Triphon Gabriele, nella quale con brevità, et chiarezza si descrivono i cerchi celesti..., In Padova, appresso Paulo Meietto, 1582.
- De constitutione partium universae humanae, et civilis philosophiae, quam Aristoteles sapienter conscripsit, ... Iasonis Denores praefatio, in Gymnasio Patavino publice habita, Patavii, apud Paulum Meietum, 1584.
- Della rhetorica di Giason Denores libri tre, ne' quali, oltra i precetti dell'arte, si contengono vinti orationi tradotte de' più famosi, & illustri philosophi, & oratori: con gli argomenti loro, discorsi, tavole, & ruote, ..., In Venetia, appresso Paolo Megietto, libraro in Padoa, 1584.
- Discorso di Iason Denores intorno a' que' principii, cause, et accrescimenti, che la comedia, la tragedia, et il poema heroico ricevono dalla philosophia morale, & ciuile, & da' governatori delle Republiche. All'illustrissimo, et molto reverendo signor abbate, Galeazzo Riario, In Padova, appresso Paulo Meieto, 1587.
- Poetica di Iason Denores nella qual per via di definitione, & divisione si tratta secondo l'opinion d'Arist. della tragedia, del poema heroico, & della comedia..., In Padova, appresso Paulo Meietto, 1588.
- Discorso di Iason Denores intorno alla geographia, In Padova, appresso Paolo Meietti, 1589.
- Sphera di Iason Denores raccolta da nobilissimi scrittori, & con novo ordine sommamente facilitata ... Discorso del medesimo intorno alla geographia, In Padova, appresso Paolo Meietti, 1589.
- Apologia contra l'auttor del Verato di Iason de Nores di quanto ha egli detto in un suo discorso delle tragicomedie, & delle pastorali ..., In Padova, appresso Paolo Meietti, 1590.
- Panegirico di Iason de Nores in laude della Sereniss. Rep. di Venetia al clarissimo sig. Benedetto Georgio, dell'illustrissimo signor Alvise, patron, & protettor sempre oss.mo, In Padova, appresso Paolo Meietti, 1590.

### Opere digitalizzate consultabili in rete
- Breve trattato del mondo et delle sue parti, semplici et miste, Venezia, Andrea Muschio, 1571.
- Breve trattato dell'oratore, Padova, 1574. Google libri.
- Breve institutione dell'ottima Republica, Venezia, 1578. Google Libri.
- Tavole del mondo et della sphera, Padova, Paolo Meietti, 1582.
- Della rhetorica di Giason Denores libri tre, Venezia, 1584. Google libri.
- Discorso di Iason Denores intorno a' que' principii, cause, et accrescimenti, che la comedia, la tragedia, et il poema heroico..., Padova, 1587. Google libri.
- Poetica di Iason Denores, Padova, 1588. Google libri.
- Discorso intorno alla geographia, Padova, 1589. Google libri.
- Panegirico di Iason de Nores in laude della Sereniss. Rep. di Venetia..., Padova, 1590. Google libri.